# Isingen (Berg)
Der Isingen (englisch Isingen Mountain) ist ein vereistes Massiv mit mehreren Felsengipfeln im ostantarktischen Königin-Maud-Land. Er ragt zwischen dem Isingbreen und dem Rogstad-Gletscher in der Sverdrupfjella auf.
Erste Luftaufnahmen entstanden bei der Deutschen Antarktischen Expedition (1938–1939). Norwegische Kartografen kartierten ihn anhand von Luftaufnahmen der Norwegisch-Britisch-Schwedischen Antarktisexpedition (NBSAE, 1949–1952) und der Dritten Norwegischen Antarktisexpedition (1956–1960). Sein deskriptiver norwegischer Name bedeutet so viel wie „der Eisige“.